# Čáry
Čáry é um município da Eslováquia, situado no distrito de Senica, na região de Trnava. Tem 14,940 km² de área e sua população em 2019 foi estimada em 1301 habitantes.

## Demografia
| Ano:        | 1994 | 2004   | 2014   | 2024   |
| ----------- | ---- | ------ | ------ | ------ |
| Broj ljudi: | 1184 | 1251   | 1290   | 1279   |
| Razlika:    |      | +5,65% | +3,11% | -0,85% |

| Ano:               | 2023 | 2024   |
| ------------------ | ---- | ------ |
| Número de pessoas: | 1277 | 1279   |
| Diferença:         |      | +0,15% |